# Сен-Пьер-дю-Бю
Сен-Пьер-дю-Бю (фр. Saint-Pierre-du-Bû) — коммуна во Франции, находится в регионе Нижняя Нормандия. Департамент коммуны — Кальвадос. Входит в состав кантона Фалез-Север. Округ коммуны — Кан.
Код INSEE коммуны — 14649.

## Население
Население коммуны на 2010 год составляло 462 человека.
| 1962 | 1968 | 1975 | 1982 | 1990 | 1999 | 2010 |
| ---- | ---- | ---- | ---- | ---- | ---- | ---- |
| 251  | 238  | 207  | 242  | 335  | 412  | 462  |

## Экономика
В 2010 году среди 315 человек трудоспособного возраста (15—64 лет) 207 были экономически активными, 108 — неактивными (показатель активности — 65,7 %, в 1999 году было 72,1 %). Из 207 активных жителей работали 197 человек (105 мужчин и 92 женщины), безработных было 10 (6 мужчин и 4 женщины). Среди 108 неактивных 32 человека были учениками или студентами, 47 — пенсионерами, 29 были неактивными по другим причинам.